# WWE Draft (2008)
WWE Draft 2008 fue la cuarta edición del Draft el cual fue realizado el 23 de junio de 2008 en San Antonio, Texas. Este draft fue anunciado por el presidente de la WWE, Mr. McMahon, el 26 de mayo de 2008. Todo luchador, diva, anunciador y comentarista pudo cambiar de marca por este sorteo. Durante el programa, 3 campeones fueron cambiados de marca, el Campeón de la WWE Triple H fue transferido de RAW a SmackDown!, el Campeón de la ECW Kane fue transferido de ECW a RAW, el Campeón de los Estados Unidos de la WWE Matt Hardy fue transferido de SmackDown! a ECW y el ganador del Money in the Bank CM Punk fue transferido de ECW a RAW. Al final del programa, Mr. McMahon sufrió un accidente/atentado, lo cual lo obligó a cancelar el "Million Dolar Mania".

## Resultados
- Triple H derrotó a Mark Henry.
  - HHH cubrió a Henry después de un "Pedigree".
  - Como resultado, RAW ganó un cupo en el Draft.
- Finlay & Hornswoggle derrotaron a Santino Marella & Carlito.
  - Hornswoggle cubrió a Marella después de un "Celtic Cross" de Finlay y un "Tadpole Splash".
  - Como resultado, SmackDown! ganó un cupo en el Draft.
- Hardcore Holly & Cody Rhodes derrotaron a La Familia (Chavo Guerrero & Bam Neely).
  - Holly cubrió a Chavo después de un "Alabama Slam".
  - Como resultado, RAW ganó un cupo en el Draft.
- John Morrison & The Miz derrotaron a The Hardys (Matt Hardy & Jeff Hardy).
  - Morrison cubrió a Matt con un "Roll-up".
  - Inicialmente, Morrison & The Miz debían luchar contra The Edge-Heads, pero la Mánager General de SmackDown!, Vickie Guerrero cambió sus representantes.
  - Como resultado, ECW ganó un cupo en el Draft.
- Mickie James & Melina VS. Natalya & Victoria finalizaron en una doble descalificación.
  - El árbitro declaró una doble descalificación debido a que todas se atacaban y no se separaban, porque en realidad Melina se había lesionado al caer mal desde la tercera cuerda a Ringside.
  - Como resultado, RAW y SmackDown! ganaron un cupo en el Draft.
  - Sólo los anunciadores y comentaristas pueden cambiar de marca con el resultado de esta lucha.
- John Cena derrotó a Edge.
  - Edge abandonó el ring y el árbitro contó hasta 10.
  - Como resultado, RAW ganó un cupo en el Draft.
- Montel Vontavious Porter derrotó a Tommy Dreamer (con Colin Delaney).
  - MVP cubrió a Dreamer después de un "Running big boot".
  - Como resultado, SmackDown! ganó un cupo en el Draft.
  - Después de la lucha, Umaga atacó a Dreamer y Delaney.
- John "Bradshaw" Layfield derrotó a Kofi Kingston.
  - Layfield cubrió a Kingston después de una "Clothesline From Hell".
  - Como resultado, RAW ganó un cupo en el Draft.
- Team SmackDown! (The Big Show, The Great Khali, Montel Vontavious Porter, Jeff Hardy & Edge) derrotó a Team RAW (John Cena, Kane, Batista, CM Punk & Triple H) y Team ECW (Chavo Guerrero, Shelton Benjamin, John Morrison & The Miz & Matt Hardy) en un Tri-Branded 15-Man Battle Royal Match.
  - SmackDown! ganó la lucha cuando Edge eliminó a Cena.
  - Como resultado, SmackDown! ganó dos cupos en el Draft.

## Resultados del Draft
- Rey Mysterio fue transferido de SmackDown! a RAW
- Jeff Hardy fue transferido de RAW a SmackDown!
- CM Punk fue transferido de ECW a RAW
- Matt Hardy fue transferido de SmackDown! a ECW
- El comentarista Jim Ross fue transferido de RAW a SmackDown!
- El comentarista Michael Cole fue transferido de SmackDown! a RAW
- Batista fue transferido de SmackDown! a RAW
- Umaga fue transferido de RAW a SmackDown!
- Kane fue transferido de ECW a RAW
- Mr. Kennedy fue transferido de RAW a SmackDown!
- El Campeón de la WWE Triple H fue transferido de RAW a SmackDown!

## Transferencias
| RAW (Vacante) | SmackDown! (Vickie Guerrero) | ECW (Theodore Long) |
| ------------- | ---------------------------- | ------------------- |
| Rey Mysterio  | Jeff Hardy                   | Matt Hardy          |
| CM Punk       | Umaga                        |                     |
| Michael Cole  | Jim Ross                     |                     |
| Batista       | Mr. Kennedy                  |                     |
| Kane          | Triple H                     |                     |

### Draft Suplementario
| RAW (Vacante) | SmackDown! (Vickie Guerrero) | ECW (Theodore Long) |
| ------------- | ---------------------------- | ------------------- |
| Jamie Noble   | Trevor Murdoch               | Mark Henry          |
| Deuce         | Big Daddy V                  | Hornswoggle         |
| Chuck Palumbo | DH Smith                     | Finlay              |
| Matt Striker  | Maria                        | Super Crazy         |
| Layla         | Brian Kendrick               |                     |
| Kofi Kingston | Shelton Benjamin             |                     |
|               | Carlito                      |                     |

## Campeonatos

### RAW
- Campeonato de ECW. *
- Campeonato Intercontinental de WWE.
- Campeonato Femenino de WWE.
- Campeonato Mundial en Parejas de WWE.

El Campeonato de la ECW regresó a ECW, luego de que Mark Henry (ECW) derrotara a The Big Show (SmackDown) y Kane (RAW), en el PPV Night Of Champions.

### SmackDown!
- Campeonato de WWE.
- Campeonato Mundial Peso Pesado de WWE. *

El Campeonato Mundial Peso Pesado de WWE fue enviado a RAW, luego de que CM Punk venciera a Edge en RAW, utilizando el Money in the bank.

### ECW
- Campeonato de los Estados Unidos de WWE.*
- Campeonato en Parejas de WWE.

El Campeonato de los Estados Unidos de WWE regresó a SmackDown, luego de que Shelton Benjamin venciera a Matt Hardy, y fuera enviado a SmackDown.

## Después
- Trevor Murdoch y Big Daddy V fueron liberados de sus contratos con la WWE antes de debutar en SmackDown!.
- Chuck Palumbo fue liberado de su contrato con la WWE antes de aparecer en RAW.
- Se realizó un acuerdo entre los Managers Generales de RAW (Mike Adamle) y ECW (Theodore Long), en el cual luchadores de ambas marcas podían aparecer en ambos shows, hecho que se comprobó cuando John Morrison & The Miz ganaron el Campeonato Mundial en Parejas de WWE siendo miembros de ECW.